# Tank, Light, Mk V
Tank, Light, Mk V – brytyjski czołg lekki skonstruowany w okresie międzywojennym.

## Historia
W 1933 roku w Wielkiej Brytanii powstały prototypowe czołgi L2A1 i L3A2. Miały one konstrukcję zbliżoną do wcześniej powstałych brytyjskich czołgów lekkich, a podstawowa różnicą było powiększenie załogi do trzech osób. Do 1935 roku wyprodukowano 22 czołgi L3.
W 1936 roku rozpoczęto produkcję przeznaczonego dla armii brytyjskiej czołgu Tank, Light, Mk V. W porównaniu z czołgami L3 miał on wydłużony kadłub mieszczący powiększony zbiornik paliwa, a wieżyczkę obrotową wyposażono w wieżyczkę obserwacyjną dowódcy. Uzbrojenie wzmocniono przez dodanie drugiego karabinu maszynowego Vickersa kalibru 7,7 mm (prowadzono także próby zastąpienia jednego z karabinów maszynowych wkm-em Vickers kalibru 12,7 mm).
W momencie wybuchu II wojny światowej czołgi Mk V były używane wyłącznie dla szkolenia. Podjęto za to próby opracowania pojazdów przeciwlotniczych wykorzystujących jego podwozie. W 1940 roku na jednym czołgu zainstalowano wieżę z dwoma wkm-ami Besa kalibru 15 mm, a na drugim lotniczą wieżyczkę Boulton Paul z czterema karabinami maszynowymi Browning Mk II kalibru 7,7 mm (początkowo była ona identyczna jak w samolotach, później zdemontowano z niej osłonę z pleksiglasu). Oba pojazdy pozostały prototypami.

## Opis
Tank, Light, Mk V miał budowę klasyczną. W tylnej części kadłuba znajdował się sześciocylindrowy, rzędowy, chłodzony cieczą silnik gaźnikowy Meadows ESTL o mocy 65 kW. Silnik napędzał umieszczone z przodu kadłuba koła napędowe. Z każdej strony znajdowały się cztery koła jezdne zblokowane w dwa wózki, amortyzowane ukośnymi sprężynami śrubowymi. Każda gąsienica o szerokości 240 mm była podtrzymywana przez jedną rolkę. Uzbrojeniem były dwa karabiny maszynowe Vickers kalibru 7,7 mm. Załoga składała się z mechanika-kierowcy, strzelca i dowódcy.